# Ovo-lakto-vegetarisme
En Ovo-lakto-vegetar er en vegetar der også indtager andre animalske produkter (mælk og æg). En ovo-lakto-vegetar spiser æg og mælkeprodukter.